# Gao (region)
 For alternative betydninger, se Gao. (Se også artikler, som begynder med Gao)
Gao er en region i Mali. Den ligger i den østlige del af landet og grænser til regionerne Tombouctou i vest og Kidal i nord, den grænser også til Burkina Faso mod syd, og Niger mod syd og øst. Regionen præges af folkegrupperne Songhai, Bozo, Tuareg, Bambara og Kounta.

## Administrativ inddeling
Gao er inddelt i fire kredse (cercle).
- Ansongo
- Bourem
- Gao
- Menaka

- Wikimedia Commons har flere filer relateret til Gao (region)

17°5′55″N 0°21′5″Ø / 17.09861°N 0.35139°Ø